# Paris (Name)
Paris ist ein Familienname und ein zumeist männlicher, seltener auch weiblicher Vorname.

## Namensträger

### Familienname
- Andrew Paris (* 1964), US-amerikanischer Schauspieler
- Antonius Paris (1614/1615–1669), lothringischer Glockengießer
- Auguste Paris (Politiker) (1826–1896), französischer Politiker
- Auguste Paris (Bildhauer) (1850–1915), französischer Bildhauer
- Blanca París de Oddone (1925–2008), uruguayische Historikerin und Hochschullehrerin
- Bob Paris (* 1959), US-amerikanischer Autor und Bodybuilder
- Bryan Paris (* 1985), US-amerikanischer Pokerspieler
- Calen Maiava-Paris (* 1983), neuseeländischer Schauspieler
- Carmen París (* 1966), spanische Jazzmusikerin
- Charles Paris (1911–1994), US-amerikanischer Comiczeichner
- Cheryl Paris (* 1959), US-amerikanische Schauspielerin
- Christophorus von Paris, italienischer Alchemist
- Claude Paris (1808–1866), französischer Komponist
- Daniele Paris (1921–1989), italienischer Dirigent und Komponist
- Dominik Paris (* 1989), italienischer Skirennläufer
- Drew Paris (* 1988), kanadischer Eishockeyspieler
- Erna Paris (1938–2022), kanadische Historikerin
- Federico Paris (* 1969), italienischer Radrennfahrer
- Frieda Paris (* 1986), deutsche Lyrikerin und Hörspielautorin
- Friedrich von Paris (1844–1931), deutscher Generalleutnant
- Friedrich August Paris (1811–1893), preußischer Generalmajor
- Gabriel París Gordillo (1910–2008), kolumbianischer Politiker
- Gaston Paris (1839–1903), französischer Romanist
- Gaston Paris (Fotograf) (1903–1964), französischer Fotograf
- Georges de Paris (1934–2015), französisch-US-amerikanischer Schneider
- Gérard Paris-Clavel (* 1943), französischer Künstler
- Giuseppe Paris (1895–1968), italienischer Turner
- Harri Paris (1891–1941), estnischer Schauspieler
- Heidi Paris (1950–2002), deutsche Verlegerin, Schriftstellerin und Künstlerin
- Helga Paris (1938–2024), deutsche Fotografin
- Herbert Paris (1909–1985), langjähriger Intendant der Hamburgischen Staatsoper
- Isolde Paris, deutsche Schauspielerin
- Jackie Paris (1926–2004), US-amerikanischer Jazzsänger
- Jacques Camille Paris (1902–1953), französischer Diplomat
- Jacques-Émile Paris (1905–nach 1963), französischer Diplomat
- Jasmin Paris (* 1983), britische Trail- und Ultraläuferin
- Jean de Paris (um 1255–1306), französischer Philosoph und Theologe, siehe Johannes von Paris
- Jean de Paris (um 1460–1530), französischer Künstler, Maler und Architekt, siehe Jean Perréal
- Jeff Paris (* 1944), britischer Mathematiker
- Jerry Paris (1925–1986), US-amerikanischer Schauspieler und Filmregisseur
- Johann Benedikt von Paris (1781–1838), deutscher Kaufmann, Sammler, Major und Kämmerer
- Johann Christoph Sigmund von Paris (1745–1804), deutscher Patrizier, Kaufmann, Gutsbesitzer und Jurist
- Johnny Paris (1940–2006), eigentlich John Pocisk, US-amerikanischer Saxophonist
- Joseph François Paris (1784–1871), eigentlich Giuseppe Francesco Troncossi, französischer Maler
- Joshua Paris (* 1996), britischer Tennisspieler
- Julien Paris († 1672), französischer Zisterzienser, Abt, Ordenshistoriker und Herausgeber
- Justus Paris (1885–1942), deutscher Schauspieler
- Kelly Paris (1957–2019), US-amerikanischer Baseballspieler
- Leandro Paris (* 1995), argentinischer Leichtathlet
- Louis Paris (1888–1958), französischer Autorennfahrer
- Louis Philippe Albert d’Orléans, comte de Paris (1838–1894), französischer Thronprätendent
- Ludolf Adolf Emil Paris (1821–1888), deutscher Reichsgerichtsrat
- Luke Paris (* 1994), anguillanischer Fußballspieler
- Manfred Paris (1941–2013), deutscher Politiker (CDU), Mitglied des Abgeordnetenhauses von Berlin
- Marc-Antoine Jullien de Paris (1775–1848), französischer Politiker und Pädagoge
- Marie-Louise Paris (1889–1969), französische Ingenieurin
- Massimo Paris (1953–2025), italienischer Violinist, Komponist, Dirigent und Musikpädagoge
- Matthäus Paris (um 1199–um 1259), englischer Geschichtsschreiber
- Mica Paris (* 1969),  britische R&B-Sängerin
- Michael Paris (* 1955), deutscher Politiker (SPD)
- Paul Paris (1875–1938), französischer Zoologe
- Paulin Paris (1800–1881), französischer Romanist, Mediävist und Historiker
- Pierre Paris (1859–1931), französischer Archäologe und Hispanist
- Rainer Paris (* 1948), deutscher Soziologe
- Richard Paris (1941–2017), australischer Radrennfahrer
- Richard Bruce Paris (1946–2022), schottischer Mathematiker
- Roland Paris (1894–1945), deutscher Bildhauer, Maler und Grafiker
- Ronald Paris (1933–2021), deutscher Maler
- Ryan Paris (* 1953), italienischer Musiker
- Sidney De Paris (1905–1967), US-amerikanischer Trompeter
- Sidney Paris (* 2002), puerto-ricanischer Fußballspieler
- Sven Paris (* 1980), italienischer Boxer
- Taylor Paris (* 1992), kanadischer Rugby-Union-Spieler
- Therese Paris (1868–1942), deutsche Kinder- und Jugendbuchautorin und Essayistin
- Tito Paris (* 1963), kap-verdischer Sänger und Musiker
- Tom Paris (* 2002), französischer Tennisspieler
- Twila Paris (* 1958), US-amerikanische Sängerin, Liedermacherin und Autorin
- Victoria Paris (1960–2021), US-amerikanische Pornodarstellerin
- Wilbur De Paris (1900–1973), US-amerikanischer Posaunist (korrekter Familienname: De Paris)

### Vorname
männlich
- Paris Francesco Alghisi (1666–1733), italienischer Komponist, Organist und Kapellmeister
- Paris Barclay (* 1956), US-amerikanischer Fernsehregisseur
- Paris Bordone (um 1500–1570), italienischer Maler
- Paris Brunner (* 2006), deutsch-kongolesischer Fußballspieler
- Paris Bryant (* 1970), US-amerikanischer Basketballspieler
- Paris Cullins (* 1960), US-amerikanischer Comiczeichner
- Paris Dennard (* 1982), US-amerikanischer Politikberater, politischer Stratege und Redner
- Paris Gibson (1830–1920), US-amerikanischer Politiker
- Paris Konstantinidis (* 1954), griechischer Basketballtrainer und -funktionär
- Paris von Lodron (1586–1653), Erzbischof von Salzburg
- Paris O’Brien (* 2000), chinesisch-kanadischer Eishockeytorwart
- Paris Simmons (* 1990), englischer Fußballspieler
- Paris Tsenikoglou (* 1989), griechischer Pianist
- Paris Zarcilla, britisch-ostasiatischer Filmregisseur und Drehbuchautor

Weiblich
- Paris Berelc (* 1998), US-amerikanische Schauspielerin, Turnerin und Model
- Paris Hilton (* 1981), US-amerikanische Schauspielerin, Sängerin und Unternehmerin
- Paris Jackson (* 1998), US-amerikanische Schauspielerin, Model und Sängerin
- Paris Pişmiş (1911–1999), türkisch-armenische Astronomin
- Paris Warner (* 1998), US-amerikanische Schauspielerin

### Künstlername
- Paris (Rapper) (eigentlich Oscar Jackson Jr.; * 1967), US-amerikanischer Rapper
- Lucius Domitius Paris († 67 n. Chr.), römischer Schauspieler unter Nero
- Paris (Pantomime), römischer Pantomime unter Domitian
- Albert Paris Gütersloh (1887–1973), österreichischer Maler und Schriftsteller
- Johnny Paris (John M. Pocisk; 1940–2006), US-amerikanischer Musiker
- Priscilla Paris (1941–2004), US-amerikanische Sängerin
- Zazie de Paris, französische transsexuelle Schauspielerin und Sängerin

### Fiktive Figuren
- Paris (Mythologie), Figur aus der griechischen Mythologie
- Tom Paris, eine Figur aus der Fernsehserie Star Trek: Raumschiff Voyager, siehe Figuren im Star-Trek-Universum #Lieutenant Tom Paris

## Varianten
- Paride (italienisch)